# Gare de Chênée
La gare de Chênée est une gare ferroviaire belge de la ligne 37, de Liège-Guillemins à Hergenrath (frontière), située à Chênée, section de la ville de Liège, capitale économique de la région wallonne et chef-lieu de la province de Liège.
Elle est mise en service en 1847 par les Chemins de fer de l'État belge.
C'est une halte voyageurs de la Société nationale des chemins de fer belges (SNCB) desservie par des trains Suburbains (S) du Réseau express régional liégeois.

## Situation ferroviaire
Établie à 69 mètres d'altitude, la gare de bifurcation de Chênée est située au point kilométrique (PK) 4,127 de la ligne 37, de Liège-Guillemins à Hergenrath (frontière), entre les gares ouvertes d'Angleur et de Trooz.

## Histoire
La section de Liège à Chênée de la ligne de l'Est (de Malines à la frontière prussienne en passant par Louvain et Liège) est mise en service le 16 octobre 1842 par l'Administration des chemins de fer de l'État belge,. D'abord ouverte au seul service des marchandises, la ligne accueille ses premiers trains réguliers de voyageurs à l'occasion de son prolongement jusqu'à la gare de Chaufontaine le 2 juillet1843. L'ouverture de la gare de Chênée a lieu le 2 mars 1847. La loi du 21 mai 1854 accorde un crédit de 20 000 francs pour un bâtiment des recettes et 12 000 fr pour un magasin (halle à marchandises). La gare doit également être dotée de nouvelles voies et d'un embarcadère pour le charbon.
D'après le plan parcellaire de la commune établi en 1864, la station de Chênée se trouve immédiatement après le pont enjambant l'Ourthe et dispose d'un bâtiment principal faisant face à la maison de garde attenante au pont sur la voie de Beaufraipont. Avant 1876, la gare prend son emplacement actuel à une date inconnue, peut-être concomitante avec l'ouverture le 15 juillet 1872 de la première section de la ligne 38, de Chênée à Plombières, la ligne des plateaux de Herve.
L'usine de la Société des mines et fonderies de zinc de la Vieille-Montagne implantées sur la rive opposée de l'Ourthe ainsi que la S.A. des Usines à Cuivre et à Zinc de Liège possèdent un raccordement au réseau ferré en gare de Chênée ; la suppression du raccordement Vieille-Montagne 1988. La gare disposait également de deux cours à marchandises, d'un hangar, de deux quais de transbordement et d'un faisceau permettant de former des trains de marchandises vers les lignes 37 et 38. En 1950, les installations de la gare comptent 4 voies à quai et 19 voies de garage dont 5 accessibles depuis la cour, une rampe ou un quai de transbordement. C'est à Chênée que les camions du service des colis opéraient, servant des clients non-raccordées au rail dans toute la périphérie de Liège ; les colis amenés à Chênée ou provenant des autres gares en amont empruntaient le quai transbordeur pour être chargé dans des trains complets à destination notamment de Merelbeke (Gand) et Charleroi où des installations similaires existaient, un schéma qui se poursuivra avec le remplacement graduel des wagons isolés à destinations de petites gares par des camions. La construction d'un centre routier en 1957 à côté de la nouvelle gare des Guillemins mettra fin au rôle prépondérant de Chênée pour le traitement des colis. En plus des raccordés et du trafic provenant de la ligne 38 et de la ligne 37, Chênée était également une étape pour les wagons d'eau minérale de Spa Monopole.
Un bâtiment des recettes à la structure en brique et en fer est construit à Chênée pour l'accueil des voyageurs, le guichet et les fonctions du chef de gare. Originellement composé de deux parties : un corps des logis et une aile basse, il est agrandi au cours du XXe siècle par une aile au toit en croupe côté rue, mais perd une travée sur toute sa largeur afin d'ajouter une voie supplémentaire et sera finalement démoli en 1960. Le style originel est d'inspiration rustique avec une charpente en dentelles de bois, des fenêtres couronnées d'arcs en plein cintre à l'étage tandis que celles du rez-de-chaussée emploient un arc en accolade dont le sommet est inscrit dans l'armature métallique du bâtiment. La démolition de la façade côté quai entraine la disparition de la marquise et la construction d'une nouvelle façade de style fonctionnel avec une frise géométrique et des ouvertures à linteau rectiligne. Après la démolition du bâtiment des recettes, le bureau des voyageurs et le poste de block no 49 seront abrités un temps dans la halle à marchandises.
En 1962, la baisse des activités entraine le déclassement de la gare qui sera administrée depuis Angleur, puis Kinkempois et finalement Verviers. Encore visible en 1992, la halle aux marchandises est démolie et le site est réaménagé pour la construction de la ligne à grande vitesse LGV 3. Deux voies de garage non électrifiées disposées à la bifurcation des deux lignes ont été réalisées à l'emplacement des voies disparues de la gare de Chênée.

## Service des voyageurs

### Accueil
Halte SNCB, c'est un point d'arrêt non gardé (PANG) à accès libre.

### Dessertes
Chênée est desservie par des trains Suburbains (S) de la ligne S41 du RER liégeois.
La desserte comprend des trains réguliers entre les gares de Liège-Saint-Lambert et Aix-la-Chapelle complétés, uniquement en semaine, par des S41 de Hasselt à Verviers-Central.

### Intermodalité
Un parc pour les vélos et un parking pour les véhicules y sont aménagés. Elle est desservie par des bus de l'Opérateur de transport de Wallonie (TEC) : lignes 30, 31, 64 et 65.

## Comptage voyageurs
Le graphique et le tableau montrent le nombre de passagers qui en moyenne embarquent durant la semaine, le samedi et le dimanche.
| Nombre de voyageurs qui embarquent à la gare de Chênée | Nombre de voyageurs qui embarquent à la gare de Chênée | Nombre de voyageurs qui embarquent à la gare de Chênée | Nombre de voyageurs qui embarquent à la gare de Chênée |
|                                                        | Semaine                                                | Samedi                                                 | Dimanche                                               |
| ------------------------------------------------------ | ------------------------------------------------------ | ------------------------------------------------------ | ------------------------------------------------------ |
| 1977                                                   | 200                                                    | 46                                                     | 48                                                     |
| 1978                                                   | 199                                                    | 63                                                     | 65                                                     |
| 1979                                                   | 194                                                    | 55                                                     | 56                                                     |
| 1980                                                   | 210                                                    | 54                                                     | 48                                                     |
| 1981                                                   | 210                                                    | 58                                                     | 48                                                     |
| 1982                                                   | 185                                                    | 44                                                     | 30                                                     |
| 1983                                                   | 138                                                    | 52                                                     | 32                                                     |
| 1984                                                   | 187                                                    | 33                                                     | 37                                                     |
| 1985                                                   | 221                                                    | 25                                                     | 32                                                     |
| 1986                                                   | 231                                                    | 37                                                     | 31                                                     |
| 1987                                                   | 234                                                    | 39                                                     | 32                                                     |
| 1988                                                   | 225                                                    | 46                                                     | 35                                                     |
| 1989                                                   | 195                                                    | 39                                                     | 41                                                     |
| 1990                                                   | 189                                                    | 32                                                     | 30                                                     |
| 1991                                                   | 194                                                    | 28                                                     | 33                                                     |
| 1992                                                   | 275                                                    | 26                                                     | 31                                                     |
| 1993                                                   | 235                                                    | 45                                                     | 37                                                     |
| 1994                                                   | 243                                                    | 45                                                     | 36                                                     |
| 1995                                                   | 198                                                    | 40                                                     | 30                                                     |
| 1996                                                   | 230                                                    | 51                                                     | 31                                                     |
| 1997                                                   | 168                                                    | 37                                                     | 35                                                     |
| 1998                                                   | 302                                                    | 38                                                     | 26                                                     |
| 1999                                                   | 202                                                    | 30                                                     | 29                                                     |
| 2000                                                   | 486                                                    | 111                                                    | 70                                                     |
| 2001                                                   | 154                                                    | 32                                                     | 26                                                     |
| 2002                                                   | 185                                                    | 31                                                     | 24                                                     |
| 2003                                                   | 140                                                    | 12                                                     | 16                                                     |
| 2004                                                   | 164                                                    | 23                                                     | 20                                                     |
| 2005                                                   | 128                                                    | -                                                      | -                                                      |
| 2006                                                   | 122                                                    | 22                                                     | 14                                                     |
| 2007                                                   | 150                                                    | 14                                                     | 22                                                     |
| 2008                                                   | -                                                      | -                                                      | -                                                      |
| 2009                                                   | 114                                                    | 17                                                     | 6                                                      |
| 2010                                                   | -                                                      | -                                                      | -                                                      |
| 2011                                                   | -                                                      | -                                                      | -                                                      |
| 2012                                                   | 148                                                    | 26                                                     | 11                                                     |
| 2013                                                   | 147                                                    | 23                                                     | 13                                                     |
| 2014                                                   | 129                                                    | 26                                                     | 11                                                     |
| 2015                                                   | 132                                                    | 38                                                     | 18                                                     |
| 2016                                                   | 138                                                    | 57                                                     | 27                                                     |
| 2017                                                   | 125                                                    | 25                                                     | 29                                                     |
| 2018                                                   | 97                                                     | 35                                                     | 24                                                     |
| 2019                                                   | 94                                                     | 21                                                     | 17                                                     |
| 2020                                                   | 73                                                     | 27                                                     | 19                                                     |
| 2021                                                   | -                                                      | -                                                      | -                                                      |
| 2022                                                   | 107                                                    | 43                                                     | 31                                                     |
| 2023                                                   | 102                                                    | 39                                                     | 34                                                     |
| 2024                                                   | 138                                                    | 57                                                     | 46                                                     |